# Твожанкі
Твожанкі (пол. Tworzanki, нім. Klein Tworsewitz) — село в Польщі, у гміні Ридзина Лещинського повіту Великопольського воєводства.
Населення — 66 осіб (2011).
У 1975-1998 роках село належало до Лешненського воєводства.

## Демографія
Демографічна структура станом на 31 березня 2011 року:
|          | Загалом | Допрацездатний вік | Працездатний вік | Постпрацездатний вік |
| -------- | ------- | ------------------ | ---------------- | -------------------- |
| Чоловіки | 35      | 10                 | 22               | 3                    |
| Жінки    | 31      | 10                 | 16               | 5                    |
| Разом    | 66      | 20                 | 38               | 8                    |